# Internet Blog Serial Number
El IBSN (Internet Blog Serial Number; en castellano, Número de Serie de Blogs de Internet) nace el 2 de febrero de 2006, como respuesta a la negativa de la administración española para otorgar un número de ISSN a las bitácoras de Internet.

## Diferencias entre el ISSN, el ISBN y el IBSN
El ISSN (International Standard Serial Number / Número Internacional Normalizado de Publicaciones Seriadas) y el ISBN (International Standard Book Number / Número Internacional Normalizado de Libros) son códigos numéricos de identificación. El ISSN, un número de ocho cifras, es el código internacional de identificación de las publicaciones seriadas (revistas, periódicos, boletines, anuarios, series de monografías...), y el ISBN (identifica los libros), era un número de diez cifras hasta la reforma del ISBN-13, que entró en vigor el 1 de enero de 2007, y seguía la normativa EAN-13.
El IBSN (Internet Blog Serial Number / Número de Serie de Blogs de Internet), consta de diez cifras, e identifica los blogs (weblogs o cuadernos de bitácora) de Internet.

## Normalización del IBSN
En la reunión de junio de 2006 del Comité 50 de normalización de AENOR se planteó la posibilidad de que Una Norma Española diera cobertura a esta iniciativa.[cita requerida]